# Loch (Nittendorf)
Loch ist ein Dorf und  Ortsteil des Marktes Nittendorf im Landkreis Regensburg. 

## Lage
Loch liegt südwestlich des Kernortes Nittendorf und östlich von Eichhofen. Die Landesstraße St 2394 verläuft westlich. Am westlichen Ortsrand fließt die Schwarze Laber, ein linker Zufluss der Donau. Das Dorf gehörte bereits vor der Gebietsreform in Bayern zur Gemeinde Nittendorf.

## Sehenswürdigkeiten
Wohl aus der 2. Hälfte des 14. Jahrhunderts stammt die Burg Loch, eine Höhlenburg mit Resten der Außenmauern und einem Bergfried, der einen Erker trägt (siehe Liste der Baudenkmäler in Loch).